# Associazione Sportiva Calcio Viareggio 1971-1972
Questa voce raccoglie le informazioni riguardanti l'Associazione Sportiva Calcio Viareggio nelle competizioni ufficiali della stagione 1971-1972.

## Stagione
Quindicesima stagione di Serie C, III livello. Il nuovo presidente Giorgio Bonuccelli si presenta con un blitz, all'ultimo minuto di mercato, strappando Dario Cavallito alla Lucchese. Oggi si direbbe colpo di mercato. Ma non è il solo attaccante: precedentemente hanno firmato il camaiorese Giampaolo Piaceri e Sergio Dossena. Oltre al confermato Rossano Giampaglia. Una sontuosa campagna acquisti che trascina il numero degli abbonamenti oltre il migliaio, record tuttora assoluto.
Non è un caso che alla prima di campionato, contro il Parma, lo stadio è esaurito da oltre 5000 tifosi.
Nel girone d'andata, il Viareggio è tra le prime in classifica, mentre al ritorno la macchina bianconera si inceppa.
Fa il suo esordio il giovane attaccante Carlo Bresciani. Giocherà anche in club di Serie A. Allenerà il Viareggio 30 anni dopo.

## Rosa
| N. |                   | Ruolo | Calciatore        |
| -- | ----------------- | ----- | ----------------- |
|    | Italia (bandiera) | D     | Stefano Biagini   |
|    | Italia (bandiera) | D     | Remo Bonzi        |
|    | Italia (bandiera) | A     | Armando Borghi    |
|    | Italia (bandiera) | A     | Carlo Bresciani   |
|    | Italia (bandiera) | D     | Raffaello Caprili |
|    | Italia (bandiera) | A     | Dario Cavallito   |
|    | Italia (bandiera) | P     | Giorgio Ciaschini |
|    | Italia (bandiera) | P     | Oreste Cinquini   |
|    | Italia (bandiera) | A     | Francesco Colombo |
|    | Italia (bandiera) | D     | Rolando Coscetti  |
|    | Italia (bandiera) | D     | Edoardo Cupisti   |

| N. |                   | Ruolo | Calciatore         |
| -- | ----------------- | ----- | ------------------ |
|    | Italia (bandiera) | A     | Sergio Dossena     |
|    | Italia (bandiera) | A     | Roberto Fiorio     |
|    | Italia (bandiera) | C     | Rossano Giampaglia |
|    | Italia (bandiera) | C     | Raffaele Lo Russo  |
|    | Italia (bandiera) | D     | Marino Marlia      |
|    | Italia (bandiera) | D     | Dino Moriani       |
|    | Italia (bandiera) | C     | Oriano Nenci       |
|    | Italia (bandiera) | C     | Pietro Noris       |
|    | Italia (bandiera) | A     | Giampaolo Piaceri  |
|    | Italia (bandiera) | C     | Lorenzo Rossi      |
|    | Italia (bandiera) | D     | Alberto Torrioni   |